# Nicol Stephen
Nicol Ross Stephen, né le 23 mars 1960 à Aberdeen, est un homme politique libéral démocrate écossais.
Il est membre du Parlement écossais pour Aberdeen South et chef des libéraux démocrates écossais de 2005 à 2008. Il est ancien vice-Premier ministre d'Écosse et ministre de l'entreprise et de l'apprentissage tout au long de la vie.

## Jeunesse et vie de famille
Né à Aberdeen, il fait ses études au Robert Gordon's College à Aberdeen et à l'Université d'Aberdeen, où il obtient un LLB en 1980. Il obtient ensuite son diplôme en pratique juridique à la faculté de droit de l'Université d'Édimbourg et travaille pendant plusieurs années comme avocat avant de se lancer dans la finance d'entreprise en tant que cadre supérieur chez Deloitte.
Il est un ancien président de CREATE (un groupe faisant campagne pour l'électrification ferroviaire entre Aberdeen et Édimbourg); président de STAR (Save Tor-Na-Dee Hospital et Roxburghe House); et le fondateur et directeur de Grampian Enterprise.
Il est marié et père de quatre enfants .

## Début de carrière politique
Il est élu au conseil régional de Grampian en 1982 (en tant que plus jeune conseiller d'Écosse) et est président du comité de développement économique et de planification de Grampian de 1986 à 1991.
Il est brièvement député de la circonscription de Kincardine et Deeside, élu lors des élections partielles de novembre 1991 après la mort du conservateur et unioniste Alick Buchanan-Smith. Il est membre de l'équipe du Trésor libéral démocrate et porte-parole des petites entreprises pendant son séjour à la Chambre des communes. Le siège est revenu au parti conservateur et unioniste aux élections générales de 1992, lorsqu'il est remporté par George Kynoch.
Plus tard, il se présente dans la circonscription d'Aberdeen South lors des élections de 1997 mais est battu par le candidat travailliste écossais .

## Parlement écossais

### Ministre
Il est élu député d'Aberdeen Sud lors des premières élections au Parlement écossais. Il aide ensuite à négocier l'accord de partenariat pour le gouvernement de coalition avec le Parti travailliste .
Il entre dans l'exécutif écossais en tant que vice-ministre de l'entreprise et de l'apprentissage tout au long de la vie  (1999 à 2000), puis en tant que vice-ministre de l'éducation, de l'Europe et des affaires extérieures (2000 à 2001), et en tant que vice-ministre de l'éducation et des jeunes (2001 à 2003).
À la suite des élections de 2003, il est nommé ministre des Transports. Pendant son temps à ce poste, il est responsable de l'approbation de l'extension controversée M74 .

### Vice-Premier ministre
À la suite de la démission de Jim Wallace en mai 2005 en tant que chef des libéraux démocrates écossais, Nicol annonce son intention de se présenter à la direction . Il bat Mike Rumbles, qui a préconisé la fin de l'accord de coalition avec le Parti travailliste écossais, gagnant par 76,6%, devenant le Premier ministre adjoint le 23 juin 2005 . À la suite de sa victoire à la direction, un mini-remaniement du cabinet écossais l'amène à prendre le poste de ministre de l'entreprise et de l'apprentissage tout au long de la vie .

### Opposition
Après les élections de 2007, le SNP devenant le plus grand parti avec un siège mais sans majorité globale, il a des discussions avec le Parti vert écossais et laisse également entendre qu'il serait ouvert à des discussions avec les démocrates libéraux. Cependant, comme les libéraux démocrates avaient indiqué qu'ils n'entameraient pas de discussions avec des partis qui continuaient de favoriser un référendum sur l'indépendance, aucune discussion formelle n'a lieu: le SNP est devenu une administration minoritaire et Nicol conduit son parti sur les bancs de l'opposition.
Bien qu'il ne fasse pas partie du gouvernement, son parti travaille avec le gouvernement minoritaire du SNP sur certaines questions sur lesquelles ils sont largement d'accord, notamment le remplacement de la taxe d'habitation par un impôt sur le revenu local pour financer une partie des recettes du gouvernement local. Il se forge une réputation parmi certains journalistes en tant que critique efficace et énergique de certains aspects de la politique et de la performance du gouvernement écossais, en particulier à l'heure des questions du premier ministre .
Avec Wendy Alexander et Annabel Goldie, il représente son parti dans la Commission sur la dévolution écossaise présidée par Sir Kenneth Calman, mais s'oppose à toute idée d'un retour des pouvoirs du Parlement à Westminster .

### Démission de la direction du parti
Le 2 juillet 2008, Nicol annoncé qu'il quitte ses fonctions de chef de parti avec effet immédiat en raison de la charge de direction d'un parti politique tout en ayant une jeune famille basée à Aberdeen, à une certaine distance du Parlement d'Édimbourg. La démission de Nicol surprend beaucoup de politiciens écossais et intervient quatre jours seulement après la démission de l'ancien chef du parti travailliste au Parlement écossais, Wendy Alexander. Il est remplacé par Tavish Scott .
Le 24 septembre 2010, Nicol annonce qu'il ne se présentera pas aux élections écossaises de mai 2011.

## Chambre des lords
Le 2 février 2011, il est créé pair à vie en tant que baron Stephen, de Lower Deeside dans la ville d'Aberdeen, et est présenté à la Chambre des lords le 7 février 2011  où il siège sur les bancs du Parti libéral démocrate. Il souhaite s'engager dans la réforme de la Chambre des lords .